# Racova (okręg Vaslui)
Racova – wieś w Rumunii, w okręgu Vaslui, w gminie Gârceni. W 2011 roku liczyła 210 mieszkańców.